# Armand Mergen
Armand Mergen (* 29. Januar 1919 in Heffingen, Luxemburg; † 1. März 1999 in Bridel), genannt Toto, war ein luxemburgischer Rechtswissenschaftler,   Kriminologe und Publizist, der als Professor an der Universität Mainz lehrte. Er war Gründungspräsident der Deutschen Kriminologischen Gesellschaft.

## Leben
Mergen studierte Rechtswissenschaft und Medizin an den Universitäten in Brüssel und Innsbruck. Ebendort war er Schüler und Assistent des Psychiaters Friedrich Stumpfl, der seit 1939 das „Amt für Erb- und Rassenbiologie“ in Innsbruck leitete. Gemeinsam mit Stumpfl führte Mergen rassenbiologische Studien über Tiroler Karner und Jenische durch und etikettierte sie als „asozial“. Mergen wurde 1942 von der rechtswissenschaftlichen Fakultät in Innsbruck promoviert. Der Titel seiner Dissertation lautete Die Kriminalität der Geisteskranken, untersucht an 200 Fällen der Universitätsklinik Innsbruck. Auf Geheiß der Gestapo und nach einer Verhaftung wurde die Assistententätigkeit bei Stumpfl 1943 vorzeitig beendet.
1947 wurde Mergen in Luxemburg erneut zum Dr. jur. promoviert. Dort legte er 1949 auch das Assessor-Examen ab. 1953 erwarb er mit einer Habilitationsschrift über die Methodik kriminalbiologischer Untersuchungen die Venia legendi für Kriminologie an der Universität Mainz. Schon seit 1947 war er Dozent für Kriminologie in Mainz gewesen, von 1953 bis 1984 lehrte er dann ebendort als Außerplanmäßiger Professor.
Neben seiner Tätigkeit in Mainz wirkte Mergen von 1947 bis 1958 als Rechtsanwalt in Luxemburg und war außerdem als kriminologischer Gutachter vor luxemburgischen Gerichten tätig.
1959 war Mergen Initiator und Gründungspräsident der Deutschen Kriminologischen Gesellschaft. Zu den acht Gründungsmitgliedern der Gesellschaft gehörten Max Horkheimer, Theodor W. Adorno und Fritz Bauer.
Er publizierte zu vielen Themen der Kriminologie und Kriminalistik und schrieb auch populärwissenschaftliche und belletristische Bücher. Er bildete hohe Kriminalbeamte aus und schrieb mit einigem Insider-Wissen versehen seine vielbeachtete BKA-Story. Auch seine kritische publizistische Auseinandersetzung mit den Ermittlungen im Fall Barschel, Tod in Genf, sorgte für öffentliche Aufmerksamkeit. Mergen befasste sich eingehend mit Sexualforschung, Dunkelfeldforschung und den Zusammenhängen zwischen Krankheit und Verbrechen. Er schlug in den 70er Jahren im kriminologischen Meinungsstreit den Begriff der "Kriminopathie" vor.
Er war Mitglied im Beirat der Humanistischen Union.

## Schriften (Auswahl)

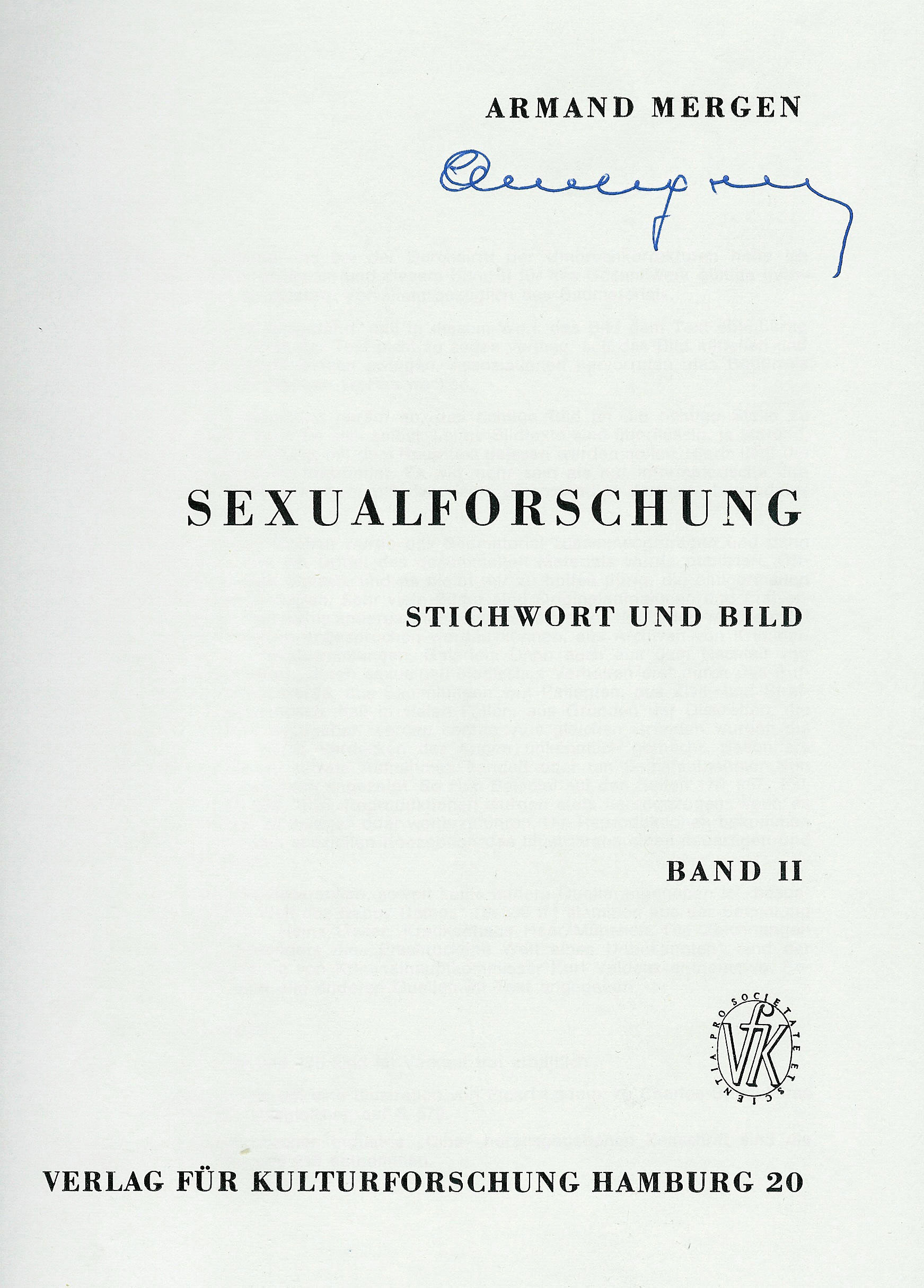
Buch von Mergen mit Autogramm

- Kriminalität der Geisteskranken, Untersuchung an 200 Fällen der Universitäts-Klinik Innsbruck, Luxemburg: Beffort, 1942 (zugleich Dissertation  Universität Innsbruck)
- Die Tiroler Karrner: Kriminologische und kriminalbiologische Studien an Landfahrern (Jenischen), Mainz: Internat. Universum-Verl., 1949
- Methodik kriminalbiologischer Untersuchungen, Stuttgart: Enke, 1953 (zugleich Habilitationsschrift)
- Die Wissenschaft vom Verbrechen: Eine Einführung in die Kriminologie, Hamburg: Verlag Kriminalistik, 1961
- mit Tobias Brocher, Hans Bolewski und Herbert Ernst Müller: Plädoyer für die Abschaffung des § 175 (edition suhrkamp, 175), Suhrkamp: Frankfurt/Main, 1966.
- Krankheit und Verbrechen, München, Goldmann, 1972, ISBN 3-442-50027-3
- Die Kriminologie: Eine systematische Darstellung, 3., völlig neubearb. Aufl., München: Vahlen, 1995, ISBN 3-8006-1887-7 (frühere Auflagen 1967 und 1978)
- Die BKA-Story, München/Berlin: Herbig, 1987, ISBN 3-7766-1458-7
- Tod in Genf: Ermittlungsfehler im Fall Barschel: Mordthese vernachlässigt?, Heidelberg: Kriminalistik-Verl., 1988, ISBN 3-7832-1088-7
- Das Teufelschromosom. Zum Täter programmiert, Essen; München; Bartenstein; Venlo; Santa Fe: Bettendorf, 1995, ISBN 3-88498-063-7.